# Нітокріс II
Нітокріс II (д/н — бл. 525 до н. е.) — давньоєгипетський політичний діяч, остання верховна жриця Амона та Дружина бога Амона у 560—525 роках до н. е. Стала останньою особою, що обіймала цю посаду.

## Життєпис
Походила з XXVI династії. Донька фараона Яхмоса II. Приблизно з 570-х років до н. е. обійняла посаду «Божественної обожнювачки» Амона. Згодом її вдочерила Анхнеснеферібре, верховна жриця Амона та Дружина бога Амона.
У 560 році до н. е. після смерті Анхнеснеферібри стає новою Дружиною бога Амона та верховною жрицею Амона (про це йдеться на бронзовій статуетці). Ці посади вона обіймала за часи фараонів Яхмоса II та Псамметіха III. Ймовірно, в цей час вплив її посад значно зріс у Фіванській області.
Разом з Псамметіхом III ймовірно сприяла обороні Єгипту проти перського вторгнення на чолі з царем Камбісом II. Після підкорення у 525 році до н. е. Єгипту була позбавлена посади, можливо, загинула. Після цього посади верховного жерця Амона і Дружини бога Амона були скасовані.